# Girolamo Romanino
Girolamo Romanino, född mellan 1484 och 1487, död 1562, var en italiensk konstnär verksam i Brescia.
Girolamo Romanino påverkades mycket i sitt måleri av de venetianska konstnärerna, och liknar ofta Giovanni Bellini och Giorgione. Hans teckningar ligger nära stilen hos Tizian.